# Palpita subillustrata
Palpita subillustrata là một loài bướm đêm trong họ Crambidae.